# Тэс (Завхан)
Тэс (монг. Тэс) — сомон аймака Завхан в западной части Монголии. Численность населения по данным 2010 года составила 2 716 человек.
Центр сомона — посёлок Зур, расположенный в 230 километрах от административного центра аймака — города Улиастай и в 800 километрах от столицы страны — Улан-Батора.